# Crithagra xanthopygia
El serín culigualdo (Crithagra xanthopygia) es una especie de ave paseriforme de la familia Fringillidae endémica de Etiopía y Eritrea. Su hábitat natural es el matorral seco tropical.
Anteriormente el serín culigualdo se clasificaba en el género Serinus, pero un estudio filogenético basado en secuencias de ADN mitocondrial y nuclear descubrió que el género era  polifilético. Por ello el género fue escindido y varias especies, incluido el serín culigualdo, fueron trasladasdas al género Crithagra.